# Brenda Zambrano
Brenda Zambrano (Hidalgo, Tamaulipas;  13 de julio de 1993) es una personalidad de televisión, influencer y modelo mexicana, más conocida por haber participado en Acapulco Shore de MTV.

## Biografía
Su nombre completo es Brenda Alicia Zambrano Camarillo y es originaria de Hidalgo, Tamaulipas a los 15 años abandona su pueblo natal debido a la inseguridad que se estaba viviendo en el estado partió rumbo a Jalapa , Veracruz donde vivió hasta cumplir la mayoría de edad.
En 2014 participó en su primer reality show Mitad y Mitad, en donde buscaba luchar con muchas chicas por el amor de Adrián Marcelo al final terminó siendo pareja de Kike Mayagoitia con quién tuvo una fugaz relación dentro del Programa. Desde entonces se dedica a las redes sociales.
En Julio de ese mismo año fue convocada por MTV para ser parte de Acapulco Shore, pero declinó la propuesta por motivos personales, sin embargo, en enero de 2015 fue nuevamente convocada para participar en la segunda temporada de dicho programa.
Zambrano formó parte del elenco principal de Acapulco Shore durante la segunda temporada para luego regresar para la quinta y sexta temporada. También realizó una breve aparición durante la cuarta temporada pero resultó ser expulsada por sus demás compañeros. El éxito de este programa la llevó a ella y a sus compañeros a convertirse en personalidades de la televisión mexicana con muchos seguidores y relevancia dentro del país. 
En 2017 apareció como invitada especial en Super Shore  de MTV España. En 2018 fue parte de La Venganza de los Ex donde Zambrano acudió a vengarse de sus exparejas Ernesto Leal y Jonathan Gutiérrez.
Luego de dejar el programa de MTV, decidió convertirse en YouTuber, llamando a su canal "Brenda, con limites, ahora sí" donde hablaba de su vida personal, mostraba sus diferentes looks, blogs de moda, entre otras cosas.
En 2020 regresa a la televisión, en el programa  Guerreros (programa de televisión de México). Brenda formó parte del Equipo Cobras. La participación de Zambrano duró sólo un mes y una semana, ya que se convirtió en la cuarta eliminada, en su segunda nominación, por votación del público. Brenda fue elegida para formar parte del repechaje del programa el día que regresa al estudio para su revancha tuvo un altercado físico con Macky González quien también formaba parte del Cobras debido a eso Zambrano no puedo regresar al Programa 
En marzo de 2022 participó en la segunda temporada de Resistiré, producida por MTV, integrando el equipo naranja, aunque solo por dos semanas ya que Brenda sería expulsada por violar las reglas del programa tras saltarse la puerta de salida. En mayo de ese año se suma a la segunda temporada de la La casa de los famosos, donde al decimocuarto día Brenda queda eliminada con el 53% de los votos frente a Natalia Alcocer e Ignacio Casano.
En agosto de 2023 participó en la séptima temporada del reality de TV Azteca “La Isla Desafío En Turquía” Inicialmente formó parte del equipo de Los Intensos dicho equipo se disolvió y paso a formar parte del equipo De Los Rebeldes, Brenda se convirtió en la sexta eliminada en la etapa de la Pre-Fusión 
En septiembre de 2024 junto a su hermana Diana Zambrano hicieron una breve participación en el reality de TV Azteca Abandonados, Asia: La Ruta del Dragón donde resultaron ser las primeras eliminadas luego de 5 días de competencia 

## Vida personal
En 2017, fue agredida mientras se encontraba en un club nudista en Cancún por una trabajadora del lugar quien le rompió una copa de vidrio en la oreja, el incidente se volvió viral luego de que Zambrano publicara un video de sí misma ensangrentada también mostró su proceso quirúrgico en su oreja ya que recibió 13 puntadas tras el ataque.
Durante su estancia en La venganza de los Ex, retomó su relación con Jonathan Gutiérrez (conocido como John Guts), en junio de 2018 Gutiérrez le propuso matrimonio durante la alfombra rosa de los MTV Millennial Awards, sin embargo en septiembre la pareja finalizó su relación.
Durante el año 2019 comenzó una relación con el modelo peruano Guty Carrera, primo del actor ecuatoriano Danilo Carrera ese mismo año Zambrano comenzó a vivir junto a Guty en un departamento en la Ciudad de México compartieron 4 años de relación hasta que en febrero de 2023 Brenda anunció mediante un live de Instagram que su relación había llegado a su fin.

## Filmografía
| Año  | Título    | Rol    | Notas |
| ---- | --------- | ------ | ----- |
| 2014 | Acábatelo | Mesera |       |

| Año             | Título                                     | Rol                                | Resultado       | Notas        |
| --------------- | ------------------------------------------ | ---------------------------------- | --------------- | ------------ |
| 2014            | Mitad y Mitad                              | Concursante                        | Abandono        |              |
| 2015, 2017-2019 | Acapulco Shore                             | Miembro de reparto                 | —               | 41 episodios |
| 2017            | Super Shore (temporada 3): A la Italiana   | Miembro de reparto                 | —               | 3 episodios  |
| 2018            | La Venganza de los Ex México (temporada 1) | Ex                                 | —               | 10 episodios |
| 2020            | Guerreros 2020                             | Concursante del Equipo Cobras      | 4.ª eliminada   |              |
| 2021            | Inseparables: amor al límite               | Concursante junto a Guty Carrera   | 5.ª eliminados  | 20 episodios |
| 2022            | MTV RE$I$TIRÉ                              | Concursante del Equipo Naranjo     | Desterrada      | 13 episodios |
| 2022            | La Casa de los Famosos 2                   | Concursante                        | 2.ª eliminada   | 2 semanas    |
| 2023            | La Isla: Desafío en Turquía                | Concursante del Equipo Rebeldes    | 6.ª desterrada  | 30 episodios |
| 2024            | Abandonados, Asia: La Ruta del Dragón      | Concursante junto a Diana Zambrano | 1.as eliminadas | 5 episodios  |